# AV Music Channel
『AV Music Channel』（エーブイ・ミュージック・チャンネル）は、エフエム北海道（AIR-G'）で放送されていた音楽番組。当項では、スピンオフ番組『別冊AV Music Channel』（べっさつ エーブイ・ミュージック・チャンネル）についても記述する。

## 概要
サブカルチャー専門の音楽番組として、アイドル音楽・アニメソングといったアキバ系音楽を扱う『A-Channel』とヴィジュアル系音楽を扱う『V-Channel』の二部構成で放送する。アシスタントは、メイドとして扱い、メイドに扮した格好で出演する。メイド服姿は番組ホームページに掲載される写真のみで確認された。
また、2009年度の番組では、メインパーソナリティのコスプレ姿でも出演した。2010年度よりメイドの数を増やす傾向があり、メールアドレス読み上げのコーナーでの様々なバージョンとして放送していた。

### A-Channel
メイド通信
アシスタントメイドがアニメ紹介・アニメに関する楽曲を放送するコーナー。
番組メールアドレス
アシスタントメイドがメールアドレスをアニメ声風で読み上げるコーナー。

### V-Channel
○○通信
「NoGoD通信」（隔週、2011年2月2日 - ）や「ダウト通信」（隔週、2011年10月18日 - ）など後述（#V-Channelミニコーナー）を参照。
主にV-Channel枠にて放送されるアーティストの音楽特集コーナー。

## 番組史
- 2009年4月、木曜日枠にメインパーソナリティの二人 塚本奈緒美（A-Channel（以下「A」）担当）・岩杉夏（V-Channel（以下「V」）担当）とアシスタント（アシスタントメイド）で放送開始。放送開始当初は、30分枠のため、2つの番組が週替わりにて放送。
- 2009年6月4日放送分より放送枠が60分に拡大し、リレー形式の放送体制となり井澤佳の実がV担当アシスタントとして出演し、岩杉夏は、A担当となる。
- 2010年3月25日放送をもって塚本奈緒美は降板。2010年4月、番組改編により水曜日枠に移動・リニューアルとなった。
- 2011年4月、MIDNIGHT RADIO PARKから独立、火曜日に移動。
- 2012年4月1日、MORY STAGEの後番組として日曜日に移動。
- 2013年2月6日、『エンタメステーションin札幌ド真中』でのコラボ番組を4丁目プラザのメガ・ビジョンやUSTREAMで動画配信（Ustreamは毎週水曜日17時15分配信更新）[2]
- 2013年4月7日、「龍・W・F」と枠交換で土曜日に移動し放送時間開始時刻を繰り下げ、放送枠が90分に拡大。[6]
- 2013年7月3日、スピンオフ番組「別冊AV Music Channel〜きたまえ↑EX〜」[1] 放送開始。
- 2013年9月4日、「別冊AV Music Channel〜きたまえ↑EX〜」が、岩杉夏と井澤佳の実がアニメソングイントロ早押しクイズ形式で対決する音楽番組『別冊AV Music Channel』にリニューアル、同年12月まで放送。
- 2013年11月23日、岩杉夏のA担当が休養(翌週復帰)、井澤佳の実が90分全編を担当。
- 2014年4月、A-Channelの一部コーナーの入れ替えが行われた。
- 2015年9月30日、『エンタメステーションin札幌ド真中』でのAVMCコラボ番組を終了。
- 2015年12月26日をもって番組終了。なお終了後の2016年1月以降も番組Twitterは主にこれまで番組に関わった歌手の情報発信を行う形で2021年までリツイートでの発信を行った。
- 2016年1月23日 レギュラー番組終了後初のインタビューとして Chanty へのインタビュー音源をSoundCloudを用いて配信[7]。

## 放送時間
- 木曜日 27:00 - 27:30（2009年4月2日 - 2009年5月28日）（MIDNIGHT RADIO PARK枠）
  - 『A-Channel』『V-Channel』を週替わりで放送。
- 木曜日 27:00 - 28:00（2009年6月4日 - 2010年3月25日）（MIDNIGHT RADIO PARK枠）
  - 『A-Channel』（27:00 - 27:30）
  - 『V-Channel』（27:30 - 28:00）
- 水曜日 26:00 - 27:00（2010年4月7日 - 2011年3月30日）
  - 『A-Channel』（26:00 - 26:30）
  - 『V-Channel』（26:30 - 27:00）
- 火曜日 25:00 - 26:00（2011年4月5日 - 2012年3月27日）
  - 『A-Channel』（25:00 - 25:30）
  - 『V-Channel』（25:30 - 26:00）
- 日曜日 24:00 - 25:00（2012年4月1日 - 2013年3月31日）
  - 『A-Channel』（24:00 - 24:30）
  - 『V-Channel』（24:30 - 25:00）
- 土曜日 25:00 - 26:30（2013年4月6日 - 2015年12月26日）
  - 『A-Channel』（25:00 - 25:40）
    - 『A-Channel SUPER☆GiRLS通信』（25:25ごろ - 25:35ごろ）

  - 『V-Channel』（25:45ごろ - 26:30）

## 特別番組
- AV Music Channel:EX（2009年8月2日、日曜日 19:00 - 20:00）
- AV Music Channel Presents プリキュア☆ヒストリー（2011年12月3日 - 2011年12月31日、日曜日 7:00 - 7:30）
- 洞爺マンガ・アニメフェスタ通信（2012年6月17日、19:00 - 20:00）
- 別冊 AV Music Channel 〜この地球にはiがある〜（2013年5月17日、19:00 - 20:00）

## イベント
- AV LIVE CHANNEL（side:V）
  1. 2009年6月26日 cube garden 出演：彩冷える・MELLO
  2. 2010年9月11日 cube garden 出演：メガマソ・SuG
  3. 2011年9月3日 cube garden 出演：vistlip・ダウト
  4. 2013年3月15日 cube garden 出演：Pastel Holic（オープニングアクト）・ダウト・FEST VAINQUEUR
- AV LIVE CHANNEL（side:A）
  1. 2011年2月20日 ジャスマックプラザ「ザナドゥ」 出演：中島愛
  2. 2014年12月6日 cube garden 出演：綾野ましろ・川田まみ・牧野由依・野水いおり・Larval Stage Planning
- TOYAKOマンガ・アニメフェスタ　中島愛ミニライブ&コスプレダンパ suported by AV Music Channel（2011年6月18日 洞爺湖文化センター）
- Kalafina Special Event in HMV札幌ステラプレイス supported by AIR-G' AV Music Channel（2011年10月5日 HMV 札幌ステラプレイス）
- SUPER☆GiRLS Special Event in HMV札幌ステラプレイス supported by AIR-G' AV Music Channel（2012年2月7日 HMV 札幌ステラプレイス）

## 出演

### メインパーソナリティ
A-Channel
- 岩杉夏[8]（ナツ）：（2009年6月 - ）

過去
- 塚本奈緒美[9]（なおみん）：（2009年4月2日 - 2010年3月25日）

1987年11月30日生まれ。北海道浦臼町出身。北海道滝川西高等学校・専門学校札幌デザイナー学院 アニメ・マンガ学科（現：専門学校札幌マンガ・アニメ学院）出身。札幌市の劇団「国境なき意志団」の所属メンバーであり、ガールズ劇団「国境なき意志団 〜鏡〜」のリーダーで舞台女優。
V-Channel
- 井澤佳の実[11]：（2009年6月 - ）

1984年9月11日生まれ。血液型：O型。北海道釧路町出身。ハートビット所属。
過去
- - 岩杉夏（2009年4月 - 5月）

### アシスタント
アシスタントメイド
- メイド長
  - サヤ：（2009年4月 - 2010年3月25日）→改名：さとみん（2010年4月7日 - ）
  - アハネ（あは姉）：（2009年 - ）
- メイド
  - ゆき：（2009年 - 2012年3月27日、アシスタントメイドブログ担当）→改名：サキ（2014年3月[12] - 工藤沙貴[13]　特別番組「プリキュアヒストリー」DJ、フランチェスカラジオも担当）https://twitter.com/AVMC_official/status/
  - しおりん（しおり）：（2009年4月 - 、V-Channel・ツイッター番組実況担当）[14]。
  - リン：（2009年 - 、V-Channel担当）
  - もも：（2010年4月 - ）
  - かほ：（2010年4月 - 、A-Channel・ツイッター番組実況担当）
  - なぎ[15]：（2010年9月 - ）
  - スヨン[16]：（2010年10月 - 、エンタメステーション進行担当・別冊AV Music Channel担当DJ）
  - ゅめにゃん（咲良夢美）[17]（2011年3月4日 - 、アシスタントメイドブログ担当）
  - ゆっか（2011年3月10日 - ）
  - めもり（2011年4月）
  - まりや（2012年1月17日 - 、アシスタントメイドブログ担当）
  - ジョンソン（2012年7月1日 - 、V-Channel・ツイッター番組実況担当、アシスタントメイドブログ担当）
  - るの（2012年12月23日 - ）

など
- 2011年3月にはアシスタント執事も存在。

### A-Channelミニコーナー
- 『SUPER☆GiRLS通信』：SUPER☆GiRLS#メンバーの週替わり ※2012年3月27日までと、または2013年1月 - 2013年5月15日（?）までは、勝田梨乃（SUPER☆GiRLS）と渡邉ひかる（SUPER☆GiRLS）とが隔週担当。2012年4月 - 2012年12月は勝田梨乃（SUPER☆GiRLS）が担当。
- 『加藤夕夏のうかうか通信』:加藤夕夏（NMB48）[18]
- 『ましろん通信』（2015年1月17日 - ）：綾野ましろ

### V-Channelミニコーナー
- 『NoGoD通信』：団長（NoGoD）
- 『ダウト通信』：ダウト

### 過去レギュラー・ゲスト
- 奥華子
- 北出菜奈
- メロン記念日
- HANGRY&ANGRY

A-Channelレギュラーコーナー
- 『May'n通信』：May'n
- A-Channel『SUPER☆GiRLS通信』：勝田梨乃（SUPER☆GiRLS）[19]、渡邉ひかる（SUPER☆GiRLS）[19]
- 『はーちゃん通信』：片山陽加（がAKB48在籍時に担当）※日曜日時代に不定期放送
- 『Larval@Station』：Larval Stage Planning（2013年4月3日 - 2014年3月29日）
日曜移動後と同時に開始した『Larval@Station』は、主にA-ChannelとV-Channelの間のブリッジとして放送された。
- 『FM 10.8』（2013年5月22日 - 2013年6月23日）：前田幸[20]
- 『フランチェスカラジオ』（2014年4月19日 - 12月20日）:井澤佳の実、工藤沙貴

V-Channelレギュラーコーナー・ゲスト
- 『彩冷える通信』：彩冷える
  - 『168-葵-通信』：葵
- 『SuG通信』：SuG
- 『THE KIDDIE通信』：THE KIDDIE
- 『vistlip通信』：vistlip

など

## スタッフ
- ディレクター：安田史生[21]

## エンディングテーマ
2009年10月より「Monthly Ending」としてエンディングテーマを月替わりで設定している。また、2011年10月からはA-ChannelとV-Channel双方で月替わりエンディングを行うダブルエンディング制を行った。

### A-Channel
| 2011年 - 10月度：藍井エイル『MEMORIA』 - 11月度：中島愛『神様のいたずら』 - 12月度：放課後ティータイム『Unmei♪wa♪Endless!』 2012年 - 1月度：ももいろクローバーZ『猛烈宇宙交響曲・第七楽章「無限の愛」』 - 2月度：川田まみ『Serment』 - 3月度：ぱすぽ☆『君は僕を好きになる』 - 4月度：佐香智久『愛言葉』 - 5月度：May'n『Chase the world』 - 6月度：釘宮理恵『オレンジ』 - 7月度：スフィア『Planet Freedom』 - 8月度：喜多村英梨『Be A Diamond』 - 9月度：藍井エイル『Gleam In Twilight』 - 10月度：GRANRODEO『CRACK STAR FLASH』 - 11月度：May'n『Mr.Super Future Star』 - 12月度：EGOIST『名前のない怪物』 | 2013年 - 1月度：佐香智久『僕たちの歌』 - 2月度：中島愛『そんなこと裏のまた裏話でしょ?』 - 3月度：livetune feat.初音ミク『Last Night, Good Night (Re:Dialed)』 - 4月度：宮野真守『カノン』 - 5月度：May'n『Run Real Run』 - 6月度：でんぱ組.inc『でんでんぱっしょん』 - 7月度：May'n『ViViD』 - 8月度：春奈るな『アイヲウタエ』 - 9月度：でんぱ組.inc『W.W.D II』 - 10月度：GRANRODEO『The Other self』 - 11月度：JAM Project『THUMB RISE AGAIN』 - 12月度：fhána『tiny lamp』 |

| 2014年 - 1月度：上坂すみれ『革命的ブロードウェイ主義者同盟』 - 2月度：三森すずこ『大切な君』 - 3月度：ひめキュンフルーツ缶『ハルカナタ』 - 4月度：三森すずこ『サンシャインハーモニー』 - 5月度：LiSA『Rising Hope』 - 6月度：BiS『FiNAL DANCE』 - 7月度：アフィリア・サーガ『マジカル☆エクスプレス☆ジャーニー』 - 8月度：vistlip『JACK』 - 9月度：LiSA『L.Miranic』 - 10月度：黒崎真音『楽園の翼』 - 11月度：綾野ましろ『pledge of stars』 - 12月度：ミルキィホームズ『オーバードライブ!』 | 2015年 - 1月度：堀江由衣『Stand Up!』 - 2月度：アフィリア・サーガ『Never say Never』 - 3月度：LiSA『Mr.Launcher』 - 4月度：花澤香菜『Dream A Dream』 - 5月度：GARNiDELiA『MIRAI』 - 6月度：シンガンクリムゾンズ『Falling Roses』 - 7月度：内田彩『Blooming!』 - 8月度：GARNiDELiA『ARiA』 - 9月度：川田まみ『parablepsia』 - 10月度：宮野真守『FRONTIER』 - 11月度：春奈るな『Sweet Fantasy』 - 12月度：LiSA『ギフトギフト』 |

### V-Channel
| 2009年 - 10月度：SINCREA『CANDLE』 - 11月度：仙台貨物『男たちの挽夏』 - 12月度：ゴールデンボンバー『もうバンドマンに恋なんてしない』 2010年 - 1月度：vistlip『音のカケラ』 - 2月度：Versailles『Amorphous』 - 3月度：シリアル⇔NUMBER『桜サイダー』 - 4月度：メガマソ『トワイライトスター』 - 5月度：vistlip『Night Parade』 - 6月度：彩冷える『ドラマティック』 - 7月度：SuG『夏音〜kanon〜』 - 8月度：メガマソ『花びら』 - 9月度：ダウト『サイケデリコ∞サイケデリコ』 - 10月度：愛狂います。『Cとソプラノ』 - 11月度：R指定『波乱万丈、椿唄』 - 12月度：摩天楼オペラ『もう一人の花嫁』 | 2011年 - 1月度：NoGoD『1/3の純情な感情』 - 2月度：葵&涼平 incl.アヤビエメガマソ『モノクローム』 - 3月度：SuG『mad$hip』 - 4月度：NoGoD『Raise a Flag』 - 5月度：vistlip『SINDRA』 - 6月度：exist†trace『TRUE』 - 7月度：ダウト『ROMAN REVOLUTION』 - 8月度：ケミカルピクチャーズ『地球という名の乗り物』 - 9月度：アンド『BLAZE』 - 10月度：ダウト『全身全霊LIVES』 - 11月度：LM.C『The Love Song』 - 12月度：DuelJewel『62』 |

| 2012年 - 1月度：vistlip『ORDER MADE』 - 2月度：Lc5『Only You〜キミとのキヅナ〜』 - 3月度：葵＆涼平『plugged』 - 4月度：Royz『NOAH』 - 5月度：ダウト『あいするひと』 - 6月度：R指定『アイアムメンヘラ』 - 7月度：vistlip『B』 - 8月度：168『雪月花』 - 9月度：Moran『Eclipse』 - 10月度：メガマソ『ベゾアルステーン』 - 11月度：vistlip『アーティスト』 - 12月度：カメレオ『始まりの歌』 | 2013年 - 1月度：vistlip『GLOSTER IMAGE』 - 2月度：ダウト『歌舞伎デスコ』 - 3月度：Moran『薔薇色の地獄』 - 4月度：FEST VAINQUEUR『霞桜』 - 5月度：メガマソ『望ミガ窪』 - 6月度：ダウト『恋アバき、雨ザラし』 - 7月度：vistlip『Making of day 1.』 - 8月度：FEST VAINQUEUR『NANIWA SAMBA』 - 9月度：DuelJewel『I'ts Just Love』 - 10月度：DaizyStripper『Derringer』 - 11月度：SCREW『CAVALCADE』 - 12月度：メガマソ『Deep Snow』 |

| 2014年 - 1月度：葵-168-『必要惡』 - 2月度：SuG『MISSING』 - 3月度：NoGoD『櫻』 - 4月度：Acid Black Cherry『君がいない、あの日から…』 - 5月度：exist†trace『スパイラル大作戦』 - 6月度：ユナイト『アイ -'ation-』 - 7月度：DaizyStripper『G.Z.S.K.K』 - 8月度：FEST VAINQUEUR『ヴァレンシアとヴァージニア』 - 9月度：exist†trace『WORLD MAKER』 - 10月度：Jin-Machine『さよなら†黒歴史』 - 11月度：メガマソ『St.Lily』 - 12月度：vistlip『夜』 | 2015年 - 12月度：己龍×Royz×コドモドラゴン『繚乱レゾナンス』 - 11月度：ダウト『恋ができない』 - 10月度：Jin-Machine『ゴリラ』 - 9月度：FEST VAINQUEUR『GLORIA ～栄光のキズナ～』 - 8月度：vistlip『MONOGRAM』 - 7月度：ユナイト『universe』 - 6月度：the LOTUS『PANDEMIC』 - 5月度：摩天楼オペラ『ether』 - 4月度：カメレオ『デビルくん』 - 3月度：vistlip『REM SLEEP』 - 2月度：FEST VAINQUEUR『ペルソナ傷女』 - 1月度：Royz『Supernova』 |